# Dorfkirche Wollin (Fläming)

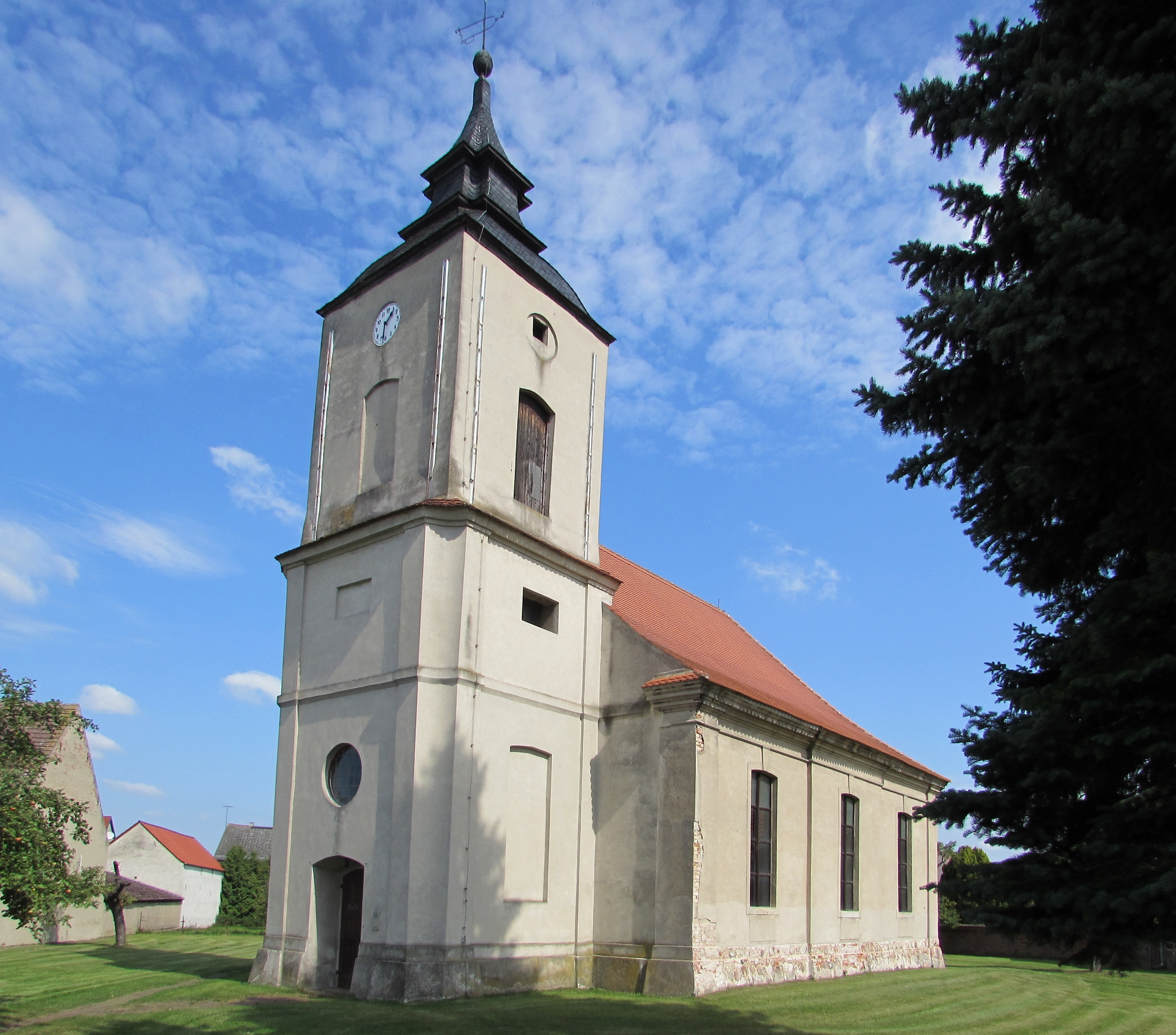
Dorfkirche in Wollin

Die evangelische Dorfkirche Wollin ist eine Saalkirche in Wollin, einer Gemeinde im brandenburgischen Landkreis Potsdam-Mittelmark. Sie gehört zum Pfarrbereich Fläming-Fiener I im Kirchenkreis Elbe-Fläming der Evangelischen Kirche in Mitteldeutschland. Das Gebäude steht unter Denkmalschutz.

## Baubeschreibung
Die Kirche steht im Ortskern von Wollin, nördlich der Schulstraße. Es handelt sich um einen verputzten Saalbau mit einer Apsis und einem quadratischen Westturm unter einer Schweifhaube, der im Jahr 1751 erbaut wurde. Die mittleren Achsen des Schiffs sind risalitartig vorgezogen; an den Gebäudeecken gibt es aufgeputzte Pilaster. Im Inneren, das von einer flachen Putzdecke überspannt wird, gibt es eine Hufeisenempore. Vor der Apsis befindet sich eine bauzeitliche, hölzerne Kanzelaltarwand mit seitlichen, übergiebelten Durchgängen. Diese wird von vergittertem Pastoren- und Pfarrgestühl flankiert. Die Orgel mit 11 Registern auf zwei Manualen und Pedal stammt von Friedrich Wilhelm Lobbes aus dem Jahr 1893.